# Shad (Rapper)
Shadrach Kabango, besser bekannt als Shad oder Shad K., (* 1982) ist ein kanadischer Rapper aus London, Ontario. Geboren wurde er 1982 in Kenia, ist aber in Ontario aufgewachsen. Er besitzt einen Bachelorabschluss in Business von der Wilfrid Laurier University und arbeitet derzeit an seinem Masterabschluss in Liberal Arts an der Simon Fraser University.
Sein drittes Album TSOL wurde am 25. Mai 2010 in Kanada sowie am 5. Oktober 2010 in den USA veröffentlicht und stellt vermutlich das musikalisch vielseitigste dar, das Shad bis heute veröffentlicht hat. Das Album erreichte Platz 24 in den kanadischen Album-Charts und wurde für den 2010 Polaris Music Prize nominiert. Die erste Single des Albums "Yaa I Get It" wurde im April 2010 veröffentlicht.
Sein neuestes Album Flying Colours erschien 2013.

## Karriere
Sein erstes Album When This Is Over (2005) wurde von Shad selbst produziert und finanziert, mit Hilfe seines Gewinns beim 91.5 The Beat's Rhythm of the Future Talentwettbewerb. Schon damals handelten Shad's Texte von vielen verschiedenen Facetten des Lebens. So zum Beispiel der Song "I'll Never Understand", der den Völkermord in Ruanda zum Thema hat und Teile von Gedichten seiner Mutter, die aus Ruanda stammt, beinhaltet.
2007 wurde Shad von dem Label Black Box Recordings unter Vertrag genommen. Im selben Jahr veröffentlichte er unter diesem Label sein zweites Album The Old Prince. Das Album erhielt eine Nominierung beim Juno Award 2008 als Rap Recording of the Year, eine Nominierung für den 2008 Polaris Music Prize sowie zwei Nominierungen bei den MuchMusic Video Awards. 2009 gewann er mit dem Album den Indie Award in der Kategorie Favourite Urban Artist.
Im Mai 2010 folgte dann sein neustes Werk TSOL. Es ist nicht bekannt wofür die Abkürzung steht und es heißt auch sein Management wisse nicht was es bedeutet. Bei einem Interview mit Exclaim! antwortete Shad auf die Frage nach der Bedeutung des Namens: "TSOL doesn't stand for any one thing. I just liked the sound of it. It represents the insufficiency of language to express feeling and ideas, which is why we have art. It can stand for a number of things: the struggle of love, truth shall overcome lies, 'lost' backward. It's representative of the ambiguity of life in a way." Bisher wurden die Singles "Yaa I Get It", "Rose Garden" und "We, Myself and I" veröffentlicht. Dabei fällt vor allem der Song "Rose Garden" auf, mit einem sehr schönen Motown Sample und Unterstützung von Lisa Lobsinger. Auch das hierzu veröffentlichte Video ist auf sehr hohem künstlerischen Niveau. Aber auch Songs wie "A Good Name", produziert von Classified, bei dem Shad die Herkunft und Bedeutung seines Namens behandelt und wie dies seinen Charakter beeinflusst hat, oder der Track "At the Same Time", bei dem es um Situationen geht, bei denen man gleichzeitig weinen und lachen könnte, sind Beweise Shad's musikalischen und lyrischen Könnens. Bei den Juno Awards 2011 wurde das Album als „Rap Recording of the Year“ ausgezeichnet.
Im September 2010 gab MTV News Canada bekannt, dass Shad mit Dallas Green an einem Remix eines seiner Songs arbeitet sowie an einem völlig neuen Song, die als 12"-Vinyl-Single veröffentlicht werden sollen. 
Im Oktober 2013 veröffentlichte Shad sein viertes Album Flying Colours, bei dem unter anderem neben k-os auch weitere kanadische Künstler wie Saukrates, Ian Kamau, die Rapperin Eternia und Lisa Lobsinger mitwirken.

## Diskographie
- 2005: When This Is Over
- 2007: The Old Prince
- 2010: TSOL
- 2013: Flying Colours

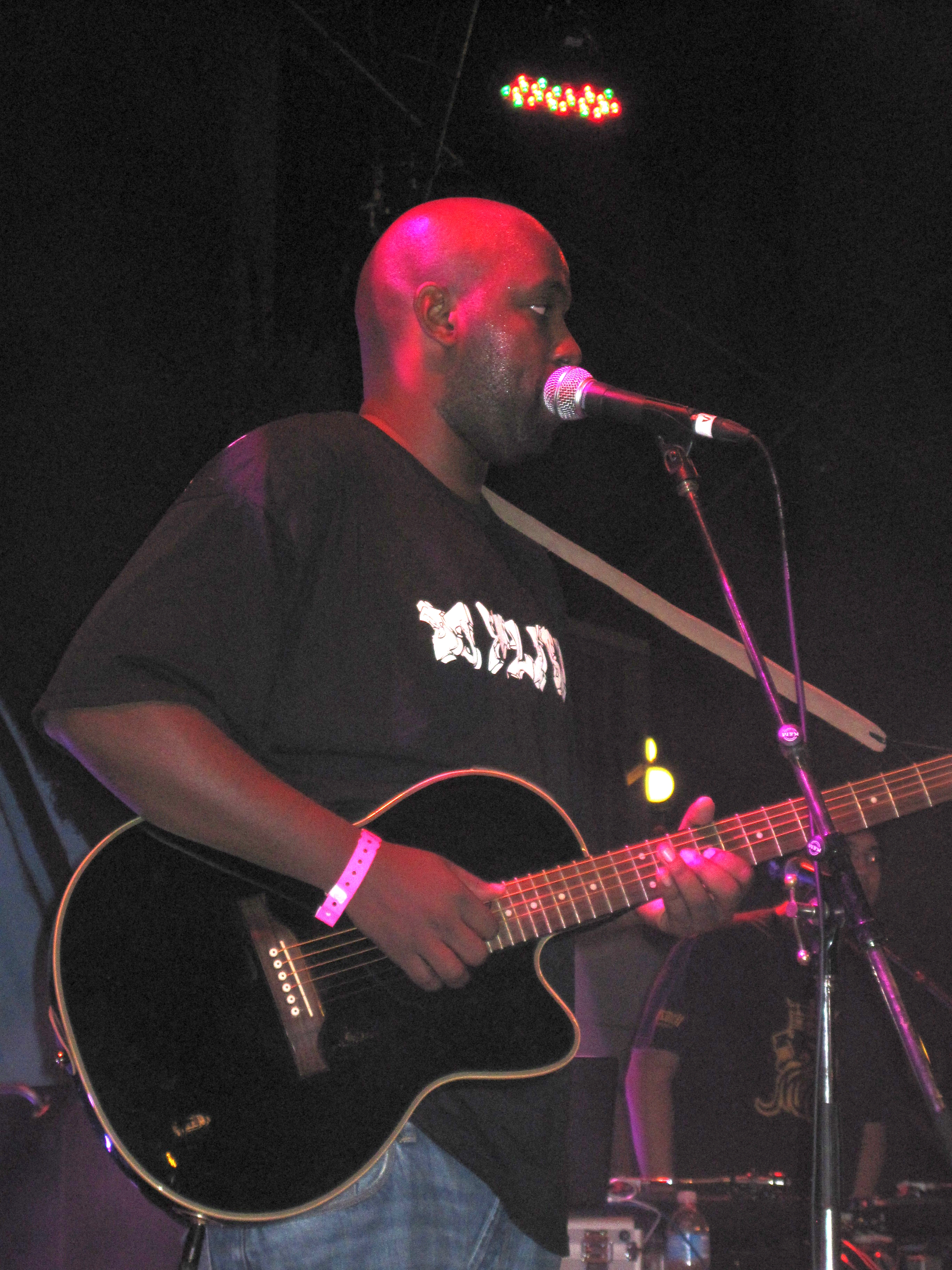
Shad (2009)

- 2016: Adult Contempt (als Your Boy Tony Braxton)
- 2018: A Short Story About a War
- 2021: Tao

## Singles
- I Don’t Like To
- Brother (Watching)
- The Old Prince Still Lives at Home
- Compromise
- Yaa I Get It
- Rose Garden
- We, Myself and I
- Stylin’
- Fam Jam